# .30-06 스프링필드

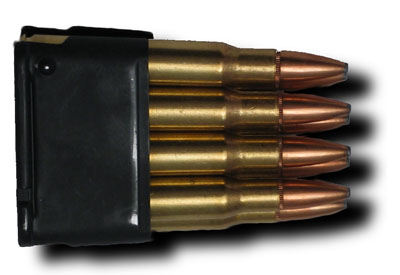
.30-06 스프링필드 탄

.30-06 스프링필드 또는 7.62 x 63 mm는 미국의 .30-03 스프링필드탄의 단점을 보완하기 위해 만든 탄이다.
.30-06 탄은 구경이 기존의 .30-03 탄 (7.62mm×63mm)과 같고 호환도 가능한 탄이다.
1906년부터 정식으로 쓰였고 현재는 7.62×51mm NATO 탄이나 .308 윈체스터탄으로 교체되었다.

## 이 탄환이 쓰였던 총기
- M1903 스프링필드
- M1 개런드
- 브라우닝 자동 소총
- 톰슨 센터 앙코르
- M1919 브라우닝
- 브라우닝 M1917 중기관총
- 브라우닝 M1918 BAR